# Molophilus (Molophilus) parviclavus
Molophilus (Molophilus) parviclavus is een tweevleugelige uit de familie steltmuggen (Limoniidae). De soort komt voor in het Neotropisch gebied.